# لکترا
لکترا (انگلیسی: Lectra) شرکت نرم‌افزار فرانسوی است، که در سال ۱۹۷۳ تأسیس شد.